# Anupam Kher
Anupam Kher (Shimla, 7 marzo 1955) è un attore, regista e produttore cinematografico indiano.

## Biografia
Sposato dal 1985 con l'attrice Kirron Kher, ha recitato in numerosi successi di Bollywood. Ha vinto svariate volte i Filmfare Awards, oltre ad altri riconoscimenti minori.
Nel 2018 viene scelto per interpretare il dottor Kapoor nel medical drama New Amsterdam, ruolo a cui dovrà rinunciare nel 2021 durante l'inizio delle riprese della terza stagione a causa di un tumore che ha colpito la moglie.

## Filmografia parziale

### Cinema
- Karma, regia di Subhash Ghai (1986)
- Palay Khan, regia di Ashim S. Samanta (1986)

- Kaash, regia di Mahesh Bhatt (1987)
- Tezaab, regia di N. Chandra (1988)
- Ram Lakhan, regia di Subhash Ghai (1989)
- Parinda, regia di Vidhu Vinod Chopra (1989)
- Lamhe, regia di Yash Chopra (1991)
- Ek Ladka Ek Ladki, regia di Vijay Sadanah (1992)
- Khalnayak, regia di Subhash Ghai (1993)
- 1942: A Love Story, regia di Vidhu Vinod Chopra (1994)
- Hum Aapke Hain Koun...!, regia di Sooraj Barjatya (1994)
- Ram Shastra, regia di Sanjay Gupta (1995)
- Judwaa, regia di David Dhawan (1997)
- Kuch Kuch Hota Hai, regia di Karan Johar (1998)
- Kya Kehna, regia di Kundan Shah (2000)
- Mohabbatein, regia di Aditya Chopra (2000)
- Sognando Beckham (Bend It Like Beckham), regia di Gurinder Chadha (2002)
- Matrimoni e pregiudizi (Bride & Prejudice), regia di Gurinder Chadha (2004)
- Veer-Zaara, regia di Yash Chopra (2004)
- Paheli, regia di Amol Palekar (2005)
- La maga delle spezie (The Mistress of Spices), regia di Paul Mayeda Berges (2005)
- Rang De Basanti, regia di Rakeysh Omprakash Mehra (2006)
- Il mio cuore dice sì (Vivah), regia di Sooraj Barjatya (2006)
- Apna Sapna Money Money, regia di Sangeeth Sivan (2006)
- La verità negli occhi (Laaga Chunari Mein Daag: Journey of a Woman), regia di Pradeep Sarkar (2007)
- God Tussi Great Ho, regia di Rumi Jaffery (2008)
- A Wednesday, regia di Neeraj Pandey (2008)
- Amore in linea (The Other End of the Line), regia di James Dodson (2008)
- Wake Up Sid, regia di Ayan Mukherjee (2009)
- Incontrerai l'uomo dei tuoi sogni (You Will Meet a Tall Dark Stranger), regia di Woody Allen (2010)
- Dabangg, regia di Abhinav Kashyap (2010)
- Il lato positivo - Silver Linings Playbook (Silver Linings Playbook), regia di David O. Russell (2012)
- Jab Tak Hai Jaan, regia di Yash Chopra (2012)
- Special Chabbis, regia di Neeraj Pandey (2013)
- Happy New Year, regia di Farah Khan (2014)
- Baby, regia di Neeraj Pandey (2015)
- Quando un padre (A Family Man), regia di Mark Williams (2016)
- The Big Sick - Il matrimonio si può evitare... l'amore no (The Big Sick), regia di Michael Showalter (2017)
- Naam Shabana, regia di Shivam Nair (2017)
- Attacco a Mumbai - Una vera storia di coraggio (Hotel Mumbai), regia di Anthony Maras (2018)

### Televisione
- E.R. - Medici in prima linea (ER) – serie TV, episodi 11x2 (2004)
- Sense8 – serie TV, 11 episodi (2015-2017)
- New Amsterdam – serie TV, 42 episodi (2018-2021)

## Doppiatori italiani
- Fabrizio Temperini in Palay Khan, Parinda
- Gigi Angelillo in Sognando Beckham
- Luigi Ferraro in Ram Shastra
- Sergio Romanò in Matrimoni e pregiudizi
- Manlio De Angelis in La maga delle spezie
- Enzo Avolio in Amore in linea
- Andrea Tidona in Il lato positivo - Silve Linings Playbook
- Ivo De Palma in Happy New Year
- Franco Mannella in Quando un padre
- Roberto Stocchi in The Big Sick - Il matrimonio si può evitare...l'amore no
- Ambrogio Colombo in New Amsterdam
- Luca Biagini in Attacco a Mumbai - Una vera storia di coraggio